# Ian Micallef

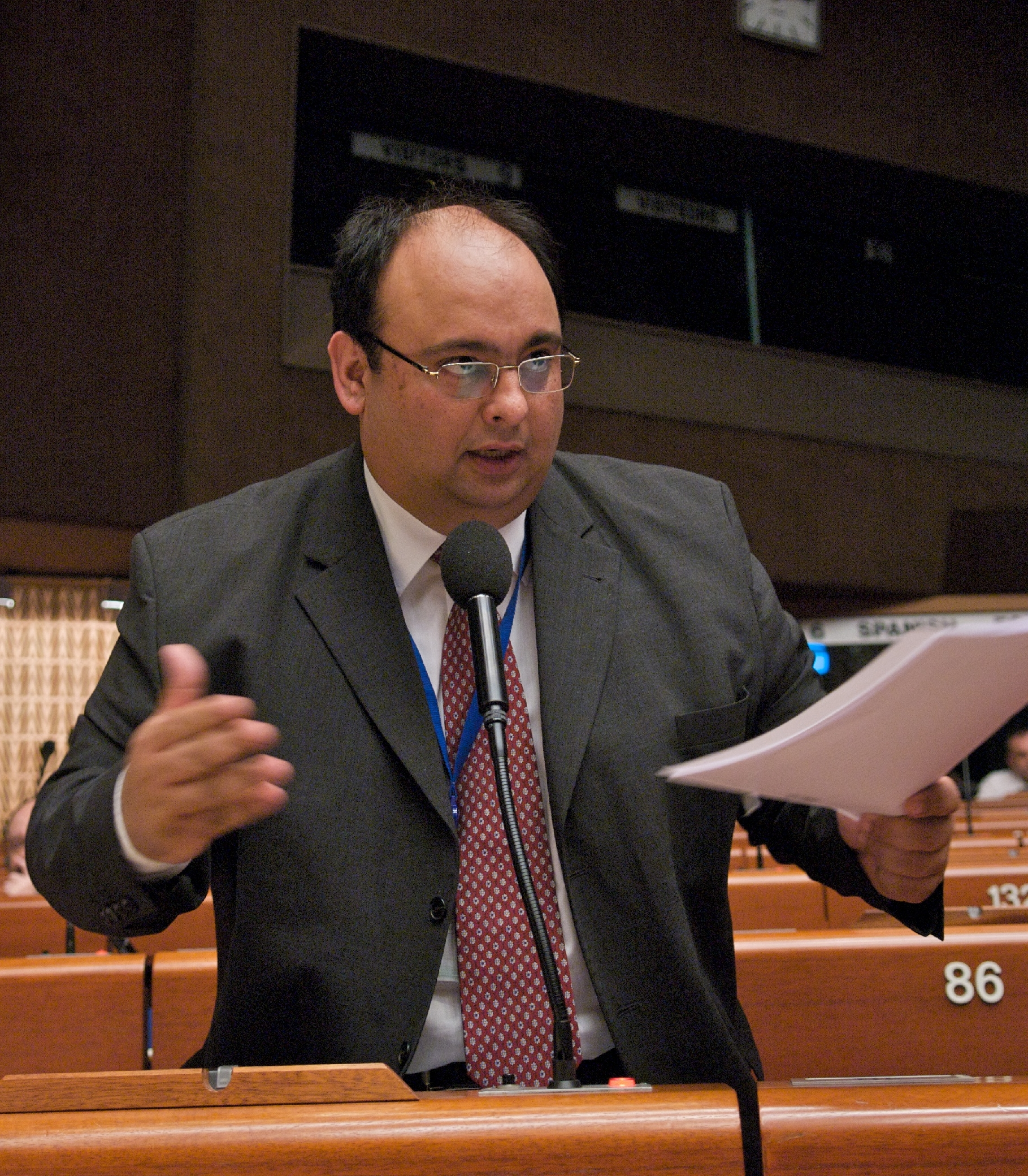
Ian Micallef, Präsident der Kammer der Gemeinden

Ian Micallef (* 6. September 1969 in Gżira, Malta) war, nach einer Wiederwahl im Mai 2008, von Mai 2006 bis Oktober 2010 Präsident der Kammer der Gemeinden des Kongresses der Gemeinden und Regionen des Europarates.
Ian Micallef ist promovierter Jurist (Spezialgebiet Europarecht) und seit 1994 Gemeinderat in Gżira (Malta) sowie seit 1996 Präsident der Vereinigung der maltesischen Stadt- und Gemeinderäte. Seine internationale politische Karriere begann 1996, als er Vorsitzender der maltesischen Delegation im Kongress der Gemeinden und Regionen des Europarates wurde. Seit 2000 ist er zudem als Vorstandsmitglied des Commonwealth Local Government Forum tätig. Ian Micallef war bereits Vize-Präsident des Ausschusses der Regionen der Europäischen Union und Mitglied des Rates für demokratische Wahlen der Venedig-Kommission des Europarates. Im Mai 2004 wurde er als Vertreter der Europäischen Volkspartei zum Vize-Präsidenten des Kongresses der Gemeinden und Regionen gewählt. Auch hat er bei der Organisation vielfacher internationaler Konferenzen des Europarates mitgewirkt und war verantwortlich für Berichte zur Situation der kommunalen Demokratie in diversen Mitgliedstaaten des Europarates.